# Association internationale des écoles chrétiennes
L’Association internationale des écoles chrétiennes (anglais : Association of Christian Schools International) ou ACSI est une organisation internationale qui regroupe des écoles chrétiennes évangéliques. Elle est membre de l’Alliance évangélique mondiale. Son siège se situe à Colorado Springs, aux États-Unis et elle dispose de bureaux sur chaque continent.

## Histoire
L'organisation a été fondée en 1978 par 3 associations américaines d’écoles chrétiennes évangéliques . Diverses écoles à l’international se sont ajoutées au réseau. En 2023, elle dit compter 25,000 écoles dans 100 pays.

## Gouvernance
La gouvernance de l’organisation est assurée par un président et des présidents régionaux dans les cinq régions continentales membres.

## Affiliations
L’organisation est membre de l’Alliance évangélique mondiale .

## Controverses
En 2006, l’organisation a poursuivi l’Université de Californie pour discrimination en raison de la non-reconnaissance de certains cours de sciences qui enseignent le créationnisme. En 2008, l’affaire a toutefois été rejetée par un juge fédéral, affirmant que l’Université pouvait refuser de reconnaître des cours qui ne parlaient pas de certains sujets scientifiques.